# Vlag van Renswoude

Vlag van de gemeente Renswoude

De vlag van Renswoude is op 30 juni 1992 vastgesteld als de gemeentelijke vlag van de Utrechtse gemeente Renswoude. De vlag kan als volgt worden beschreven: 
vijf banen, waarvan de hoogten zich verhouden als 2:3:5:3:2, de derde baan beurtelings gekanteeld, blauw, wit, rood, wit en blauw.
Het ontwerp was afkomstig van de gemeente. De kleuren en de gekanteelde afbeelding zijn afgeleid van het gemeentewapen.

## Verwante afbeelding

Wapen van Renswoude

Amersfoort 
· Baarn 
· Bunnik 
· Bunschoten 
· De Bilt 
· De Ronde Venen 
· Eemnes 
· Houten 
· IJsselstein 
· Leusden 
· Lopik 
· Montfoort 
· Nieuwegein 
· Oudewater 
· Renswoude 
· Rhenen 
· Soest 
· Stichtse Vecht 
· Utrecht  
· Utrechtse Heuvelrug 
· Veenendaal 
· Vijfheerenlanden 
· Wijk bij Duurstede 
· Woerden 
· Woudenberg 
· Zeist